# Walter Rauff
Walter (Walther) Rauff (19. června 1906 Köthen –⁠ 14. května 1984 Santiago de Chile) byl velitelem SS v nacistickém Německu. Od ledna 1938 byl pobočníkem Reinharda Heydricha, nejprve v Bezpečnostní službě (Sicherheitsdienst, SD), později v Hlavním úřadu říšské bezpečnosti. V letech 1958 až 1962 pracoval pro Spolkovou zpravodajskou službu Západního Německa (Bundesnachrichtendienst, BND), poté byl zaměstnán u izraelské tajné služby Mossad.
Předpokládá se, že Rauff byl za druhé světové války zodpovědný za téměř 100 000 úmrtí v mobilních plynových komorách. Jeho oběťmi byli zejm. komunisté, Židé, Romové a invalidé. V roce 1945 byl zatčen, podařilo se mu však utéct. Před soud nikdy nebyl postaven. Na konci 70. a 80. let byl zřejmě nejhledanějším nacistickým uprchlíkem.

## Život
Během 13 let u námořnictva se Rauff seznámil s Reinhardem Heydrichem. V roce 1924 sloužil jako důstojník v Jižní Americe a Španělsku.
V roce 1937 Rauff opustil námořnictvo po skandálu s cizoložstvím.
Na začátku roku 1940 stál několik měsíců v čele SD v Němci okupovaném Norsku. Mezi lety 1940 a 1941 se vrátil k námořnictvu jako dobrovolník a velel flotile minolovek v Lamanšském průlivu. V dubnu 1941 byl povýšen na nadporučíka (Korvettenkapitän), krátce před propuštěním z činné služby se vrátil na Hlavní úřad říšské bezpečnosti.

## Pojízdné plynové komory
V letech 1941 a 1942 se Rauff podílel na vývoji plynových vozů, tedy mobilních plynových komor používaných k zabíjení, otravám nebo udušení lidí považovaných za nepřátele německého státu: Židů, invalidů či komunistů.
V roce 1972 vypovídal v Santiagu de Chile jako svědek před německým prokurátorem. Při výpovědi na téma vyhlazování Židů v Polsku a Rusku Rauff na otázku, zda tehdy měl pochybnosti o používání plynových vozů, odpověděl: „To nemohu říci. Pro mě bylo v té době nejdůležitější, že střelba představovala značnou zátěž pro muže, kteří za ni byli zodpovědní, a že používaním plynových vozů byli této zátěže zbaveni.“

## Pronásledování Židů v severní Africe
V letech 1942 a 1943 se Rauff podílel na pronásledování Židů ve vichistickém Tunisku kontrolovaném Francií. Měsíc po porážce Britů německým polním maršálem Erwinem Rommelem u Tobruku v červnu 1942 vytvořili SS speciální vyhlazovací jednotku, která měla následovat po Rommelově Afrikakorps. Jednotka, které velel Rauff, byla zmocněna provádět „výkonná opatření vůči civilnímu obyvatelstvu“, což byl nacistický eufemismus pro masové vraždění a zotročování. Jeho vyhlazování židovské populace bylo zastaveno, když britská 8. armáda porazila Rommela u El Alameinu v říjnu 1942. Rommel byl nucen stáhnout zbytky své armády do Tuniska, kde udržely předmostí až do května 1943. Rauffovy SS tak zahájily pronásledování místních Židů v menším rozsahu.
Spis MI5 uvádí, že Rauff byl v roce 1942 vyslán do Tuniska jako šéf Bezpečnostní služby (SD). Velel zabijáckému oddílu (Einsatzkommando), který vedl „dobře organizovanou perzekuční kampaň proti Židům a partyzánům“.
Židovská komunita byla těžce zasažena. V nacisty okupovaném Tunisku zemřelo v otrokářských pracovních táborech SS víc než 2500 Židů. Rauffovi muži kradli šperky, stříbro, zlato a židovské náboženské předměty. Jen na ostrově Džerba bylo židovské komunitě odebráno 43 kilogramů zlata.

## Špionážní aktivity na Blízkém východě
V roce 1948 byl naverbován syrskou rozvědkou a odešel do Damašku, kde sloužil jako vojenský poradce budoucího prezidenta Husního al-Za'ima v boji proti nově založenému Státu Izrael. Když byl al-Za'im následujícího roku sesazen, upadl Rauff v nemilost a musel opustit zemi. Uprchl do Libanonu a později zpět do Itálie. Usadil se v Ekvádoru, později se jeho rodina přestěhovala do Chile.
Před odjezdem do Ekvádoru v prosinci 1949 Rauff údajně krátce pracoval pro izraelskou rozvědku, ještě před vznikem Mossadu. Kniha z roku 2007 On the Trail of Nazi War Criminals Who Weren’t Punished (Na stopě nacistických válečných zločinců, kteří nebyli potrestáni) příslušníka Mossadu Yossiho Chena naznačuje, že Rauff poskytoval zpravodajské informace ze Sýrie.

## Úkryt v Chile
Když se v roce 1958 usadil v Chile, začal Rauff pracovat jako manažer konzervárny krabů v Punta Arenas. Byl také obchodníkem v ekvádorském Quitu.
Od roku 1958 do roku 1963 pracoval pro Federální zpravodajskou službu Západního Německa (Bundesnachrichtendienst, BND). Aby zakryl svou špionážní činnost, působil jako exportní manažer firmy Importadora Goldmann ze Santiaga de Chile.
Zpočátku se nábor Rauffa zdál slibný. Jeho zprávy se však ukázaly z větší části bezcenné. Z BND byl propuštěn v říjnu 1962.
V roce 1960 navštívil Německo, aby požádal o důchod za dobu služby v Reichsmarine. V prosinci 1962 byl zatčen chilskými úřady poté, co Německo požádalo o jeho vydání. O pět měsíců později v roce 1963 byl propuštěn rozhodnutím chilského nejvyššího soudu s odůvodněním, že zločiny byly spáchány před příliš dlouhou dobou. Volba Salvadora Allendeho chilským prezidentem v roce 1970 situaci nezměnila. V přátelském dopise lovci nacistů Simonu Wiesenthalovi Allende napsal, že nemůže zvrátit rozhodnutí Nejvyššího soudu z roku 1963.
Bývalý pracovník Mossadu Yossi Chen (Chinitz) ve své knize napsal, že se tato zpravodajská služba pokusila Rauffa v roce 1979 zajmout a zavraždit. Plán však selhal.
Za vojenské diktatury generála Augusta Pinocheta Rauff možná sloužil jako poradce chilské tajné policie DINA. Pinochetův režim zamítl všechny výzvy k jeho vydání k soudu v Západním Německu nebo Izraeli. Mezitím Rauff zmizel. Byl objeven dokumentaristou Williamem Bemisterem v Los Pozos v Santiagu de Chile v roce 1979, kterému poskytl rozhovor.
Poslední žádost o vydání Rauffa do Západního Německa podala v roce 1983 lovkyně nacistů Beate Klarsfeld. Pinochetův režim ji odmítl, protože tvrdil, že Rauff byl přes 20 let mírumilovným chilským občanem, a uvedl, že případ byl uzavřen rozhodnutím Nejvyššího soudu z roku 1963. Klarsfeld organizovala protesty v Chile a byla dvakrát zatčena za vyvolání nepokojů.

## Smrt
Rauff onemocněl rakovinou plic, zemřel v Santiagu v roce 1984 na infarkt. Podle spisu MI5 „nikdy neprojevil žádnou lítost nad svými činy“.